# Italochrysa exilis
Italochrysa exilis is een insect uit de familie van de gaasvliegen (Chrysopidae), die tot de orde netvleugeligen (Neuroptera) behoort. 
Italochrysa exilis is voor het eerst wetenschappelijk beschreven door Tjeder in 1966.